# Korňa
Korňa é um município da Eslováquia, situado no distrito de Čadca, na região de Žilina. Tem 25,33 km² de área e sua população em 2018 foi estimada em 1.991 habitantes.

## Demografia
| Ano:        | 1994 | 2004   | 2014   | 2024   |
| ----------- | ---- | ------ | ------ | ------ |
| Broj ljudi: | 2338 | 2237   | 2077   | 2020   |
| Razlika:    |      | -4,31% | -7,15% | -2,74% |

| Ano:               | 2023 | 2024   |
| ------------------ | ---- | ------ |
| Número de pessoas: | 2025 | 2020   |
| Diferença:         |      | -0,24% |